# Караинджирли
Караинджирли или Каракьой (на турски: Karaincirli) е село в Източна Тракия, Турция, Вилает Одрин.

## География
Селото се намира на 23 километра югоизточно от Енос.

## История
Според статистиката на професор Любомир Милетич в 1912 година в Каракьой живеят 5 гръцки семейства.